# Reconeixement mèdic

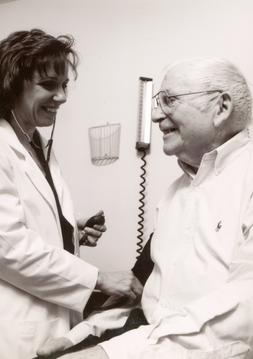
Prenent la tensió arterial.

Un reconeixement mèdic és l'examen que es realitza al pacient per esbrinar l'estat de salut de la persona. Reconèixer a un pacient és examinar a una persona per esbrinar l'estat de la seva salut, i per poder diagnosticar una malaltia. El reconeixement mèdic és part del mètode clínic, considerant-com el procés o seqüència ordenada d'accions que els metges han desenvolupat per generar el seu coneixement des del començament de l'era científica. És el mètode científic aplicat a la pràctica clínica. És l'ordre recorregut per estudiar i comprendre el procés de salut i de malaltia d'un subjecte en tota la seva integritat social, biològica i psicològica.

## Contingut
Es realitza un examen mèdic general ordenat dins el context d'una entrevista clínica i consta de:
1. Anamnesi (medicina) és la reunió de dades subjectives, relatives a un pacient, que comprenen antecedents familiars i personals, signes i símptomes que experimenta en la seva malaltia, experiències i, en particular, records, que s'usen per analitzar la seva situació clínica.

1. Exploració física o  examen físic  és el conjunt de procediments o habilitats de la ciència de la Semiologia clínica, que realitza el metge al pacient, per obtenir un conjunt de dades objectives o signes que estiguin relacionats amb el motiu de consulta que refereix el pacient.
2. Proves complementàries o exploració complementària és una prova diagnòstica que sol·licita el metge, per confirmar o descartar un diagnòstic clínic. Les proves complementàries o exàmens diagnòstics han de ser sol·licitades per a una indicació clínica específica, han de ser prou exactes com per resultar eficaços en aquesta indicació i han de ser el menys costoses i perilloses possible. Cap prova diagnòstica és totalment exacta i els resultats de totes elles solen plantejar problemes d'interpretació.

Tota la informació sociosanitària recollida es registra a la història clínica, en l'actualitat en la història clínica electrònica. L'historial mèdic proporciona informació rellevant per poder diagnosticar malalties o problemes de salut. També serveix per elaborar informes mèdics, i certificats sobre l'estat de salut d'una persona.

## Classificació
- Segons el que abasta: parcial (un òrgan, un aparell, un sistema) o general (complet físic i psíquic).
- Segons la freqüència de realització: ocasional, o periòdic (semestral, anual, etc)
- Segons qui ho sol·licita: a petició del pacient o d'una institució sanitària, empresarial, esportiva, judicial, etc
- Segons qui els fa: metge, forense, òptic, psiquiatre, etc.

## Revisió mèdica
És una revisió mèdica completa que es realitza a intervals periòdics.
La paraula  revisió  es deriva de l'anglès  checkup  (reconeixement mèdic). En català té dues accepcions:
1. Examen, control, confrontació.
2. Reconeixement mèdic general.

L'origen de l'examen mèdic periòdic no està totalment clar. Sembla que s'han aplicat des de 1920. Alguns autors assenyalen que es van iniciar al segle xix i principis del segle XX per a la detecció primerenca de malalties com la tuberculosi, i els reconeixements mèdics als escolars. La implantació de les assegurances mèdiques i les influències comercials semblen haver promogut la revisió, mentre que aquesta pràctica és objecte de controvèrsia en l'època de la medicina basada en proves Diversos estudis sobre revisions han estat formulats abans de les actuals recomanacions científiques, el que limita l'aplicabilitat i garantia d'aquests estudis a la pràctica actual.

### Precaucions
En l'actualitat els reconeixements mèdics  periòdics  estan qüestionats científicament per diferents motius:
- Ser considerats com una intervenció mèdica innecessària, per la falta d'aval científic.
- Les limitacions d'aquest tipus d'estudis, en presentar falsos positius i falsos negatius. És a dir, resultats falsament normals i falsament anormals.
- Els riscos i complicacions per a la salut de les persones sotmeses a les seves intervencions, a l'originar medicalització, i cascades diagnòstiques i terapèutiques.
- El predomini de l'interès comercial sobre el sanitari, amb moltes empreses que l'enfoquen com un "negoci sanitari".

### Tipus

#### - D'armes
Són els reconeixements mèdics periòdics realitzats per poder obtenir o renovar el permís d'armes.

#### - De conduir
Són els reconeixements mèdics periòdics realitzats per poder obtenir o renovar el permís de conduir.

#### - De nen sa
És l'anomenat "Programa del nen sa", que inclou un reconeixement mèdic periòdic encaminat a descobrir malformacions congènites, o alteracions en el desenvolupament psico-físic durant la infància.

#### - Escolar
Són els reconeixements mèdics periòdics realitzats a les escoles o instituts.

#### - Ginecològic
Són els reconeixements mèdics periòdics realitzats pels ginecòlegs a les dones (especialment en prevenció del càncer de mama).

#### - Laboral
Orientat a prevenir els riscos laborals dels treballadors. El reconeixement mèdic serà l'adequat al lloc de treball de què es tracti. L'empresa està obligada a realitzar reconeixement mèdic previ a l'admissió i reconeixements mèdics periòdics a tots els treballadors al seu servei, com a mínim un cop l'any. Els reconeixements periòdics posteriors al d'admissió seran de lliure acceptació per al treballador, si bé, a requeriment de l'empresa, haurà de signar la no acceptació quan no desitgi sotmetre a aquest reconeixement.